# 七畝湖
七畝湖（越南语：／），越南河内市中心主要淡水湖之一，位於統一公園（舊名「列寧公園」）內，面積28公頃，約占公園總面積的三分之一。